# Кореньков, Василий Алексеевич
Василий Алексеевич Кореньков (20.04.1907 — 11.01.1975) — советский инженер-конструктор сельскохозяйственных машин, член-корреспондент ВАСХНИЛ (1956).

## Биография
Родился в деревне Николаевка (в настоящее время — Белопольский район Сумской области). Окончил Московское высшее техническое училище им. Н. Баумана (1934). Член КПСС с 1929 г.
В конце 1920-х гг. рабочий сахарного завода.
- 1934—1941 старший научный сотрудник, руководитель лаборатории механизации уборки ВНИИ свекловичного полеводства.
- 1941—1944 служба в РККА.
- 1944—1945 начальник отдела ВНИИ свекловичного полеводства.
- 1945—1946 старший инженер МСХ СССР.
- 1946—1947 главный инженер ГУ технических культур.
- 1947—1952 главный инженер, начальник отдела механизации МСХ СССР.
- 1952—1967 старший инженер, главный инженер, главный технолог, руководитель группы ВНИИ механизации сельского хозяйства.

Умер 11 января 1975 года после продолжительной и тяжёлой болезни. Похоронен на Ваганьковском кладбище (2 уч.).

## Научная деятельность
Предложил схему свекловичного комбайна теребильного типа. Руководитель и непосредственный участник создания свеклоуборочного комбайна СКЕМ-3, усовершенствования свеклокомбайнов СПТ-3 и СПТ-И для поточного способа уборки сахарной свеклы, позволившего исключить ручную доочистку корнеплодов.
Получил 13 авторских свидетельств на изобретения. Публикации:
- Свеклоуборочный комбайн СКЕМ-3. Устройство. Сборка. Применение. Уход / соавт.: И. Д. Еремеев, Г. А. Мельников. — М.: Редиздатотдел МСХМ СССР, 1950. — 110 с.

## Награды и звания
Член-корреспондент ВАСХНИЛ (1956).
Лауреат Сталинской премии (1952) — за создание трёхрядного свёклокомбайна.
Награждён 3 медалями СССР, 2 золотыми медалями ВСХВ, медалью им И. В. Мичурина (1955).